# Joe Exotic
Joseph Allen Maldonado-Passage (nacido como Joseph Allen Schreibvogel; Garden City, Kansas, 5 de marzo de 1963), más conocido como Joe Exotic, es un guardián de zoológico estadounidense. Antiguo propietario y operador del parque zoológico de Greater Wynnewood en Oklahoma, Exotic afirmó ser el criador de tigres más prolífico de Estados Unidos. Se presentó dos veces sin éxito a un cargo público, primero como independiente para presidente de los Estados Unidos en 2016 y luego como libertario para gobernador de Oklahoma en 2018.
En 2019 fue condenado por 17 cargos federales de abuso animal (ocho violaciones de la Ley Lacey y nueve de la Ley de Especies en Peligro) y dos cargos de asesinato a sueldo por un complot para asesinar a la CEO de la organización Big Cat Rescue, Carole Baskin. Actualmente se encuentra cumpliendo una sentencia de 22 años en una prisión federal. En 2020, Netflix lanzó un documental de siete episodios titulado Tiger King, el cual explora la vida de Exotic, su zoológico y su disputa con Baskin.

## Primeros años
Joseph Allen Schreibvogel nació en Garden City, Kansas, el 5 de marzo de 1963, en una granja familiar. Cuando tenía cinco años fue violado por un niño mayor. Él y su familia se mudaron a Texas, donde se unió al departamento de policía de la ciudad de Eastvale y pronto se convirtió en jefe del pequeño departamento. Cuando uno de sus hermanos le contó a sus padres sobre su homosexualidad, intentó suicidarse estrellando su patrulla de policía contra un puente.

## Carrera

### Refugio animal
Schreibvogel trabajó en varios empleos antes de abrir una tienda de mascotas con su hermano Garold en Arlington, Texas, en 1986. En 1997, después de administrar dos tiendas de mascotas, entró en conflicto con los funcionarios de esta ciudad por repetidas violaciones del código de policía al ubicar símbolos del orgullo gay en los escaparates de la tienda. Exotic acusó a los inspectores de la ciudad de homofobia y de atacar el negocio debido a su orientación sexual. Después de la muerte de su hermano en un accidente de auto en 1997, Schreibvogel vendió la tienda de mascotas y compró una granja de 16 acres (6.5 hectáreas) en Oklahoma con sus padres. La granja se convirtió en el parque zoológico Garold Wayne en memoria de su hermano. Dos de las mascotas de Garold fueron los primeros habitantes del zoológico.
En febrero de 1999, investigadores de bienestar animal descubrieron un gran número de emús abandonados en Red Oak, Texas, y Schreibvogel se ofreció para capturarlos y llevarlos a su parque. Sin embargo, Schreibvogel, los voluntarios locales y la policía de Red Oak se vieron rápidamente abrumados por la tarea de acorralar a las grandes y veloces aves, resultando en la muerte de algunas de ellas. Schreibvogel y otro hombre recurrieron a matar a los emús con escopetas y fueron acusados de crueldad animal por la policía. Sin embargo, como los emúes eran considerados ganado, podían ser matados legalmente de forma humanitaria en Texas, y un gran jurado se negó a acusar a Schreibvogel. La mayoría de las aves sobrevivientes terminaron en los ranchos de Texas.
En el año 2000, Schreibvogel rescató a dos tigres abandonados. Para alimentar su creciente zoológico de grandes felinos, utilizaba caballos que le eran donados. Conocido en ese momento como Joe Exotic y administrando el parque zoológico de Greater Wynnewood, presentaba un programa de televisión en línea que transmitía desde su zoológico. A lo largo de los años, realizó espectáculos en todo el país donde permitía que la gente acariciara cachorros de tigre y organizó presentaciones en ferias y centros comerciales.
En 2006, el parque zoológico de Greater Wynnewood fue citado varias veces por el Departamento de Agricultura de los Estados Unidos por violaciones de las normas de la ley de bienestar animal. En 2011, la activista Carole Baskin, fundadora del santuario Big Cat Rescue, en Florida, organizó protestas contra el uso de cachorros en sus espectáculos. Como represalia, Exotic utilizó el nombre de Big Cat Rescue y varios aspectos de su logo en sus propias campañas publicitarias. Baskin demandó a Exotic por violación de derechos de marca y finalmente fue obligado a pagarle un millón de dólares como indemnización.

### Música
Exotic aparentemente grabó algunos álbumes y varios vídeoclips de música country, sin embargo al poco tiempo se demostró que su música era grabada y escrita por otros artistas. Publicó un vídeo de la canción "Here Kitty Kitty" en 2015 como dedicatoria a Carole Baskin. En el vídeo, una actriz parecida a Baskin ofrece a su segundo esposo, Don Lewis, como comida para los tigres. Esto es en referencia a que Lewis ha estado desaparecido desde 1997 y fue declarado muerto en 2002.

### Política
Exotic se postuló como candidato independiente a la presidencia de los Estados Unidos en 2016. Obtuvo acceso a la votación en Colorado y recibió 962 votos en todo el país. En 2018 se presentó a las elecciones para gobernador de Oklahoma. Recibió 664 votos, terminando último entre los tres candidatos en las primarias del partido libertario.

## Arresto

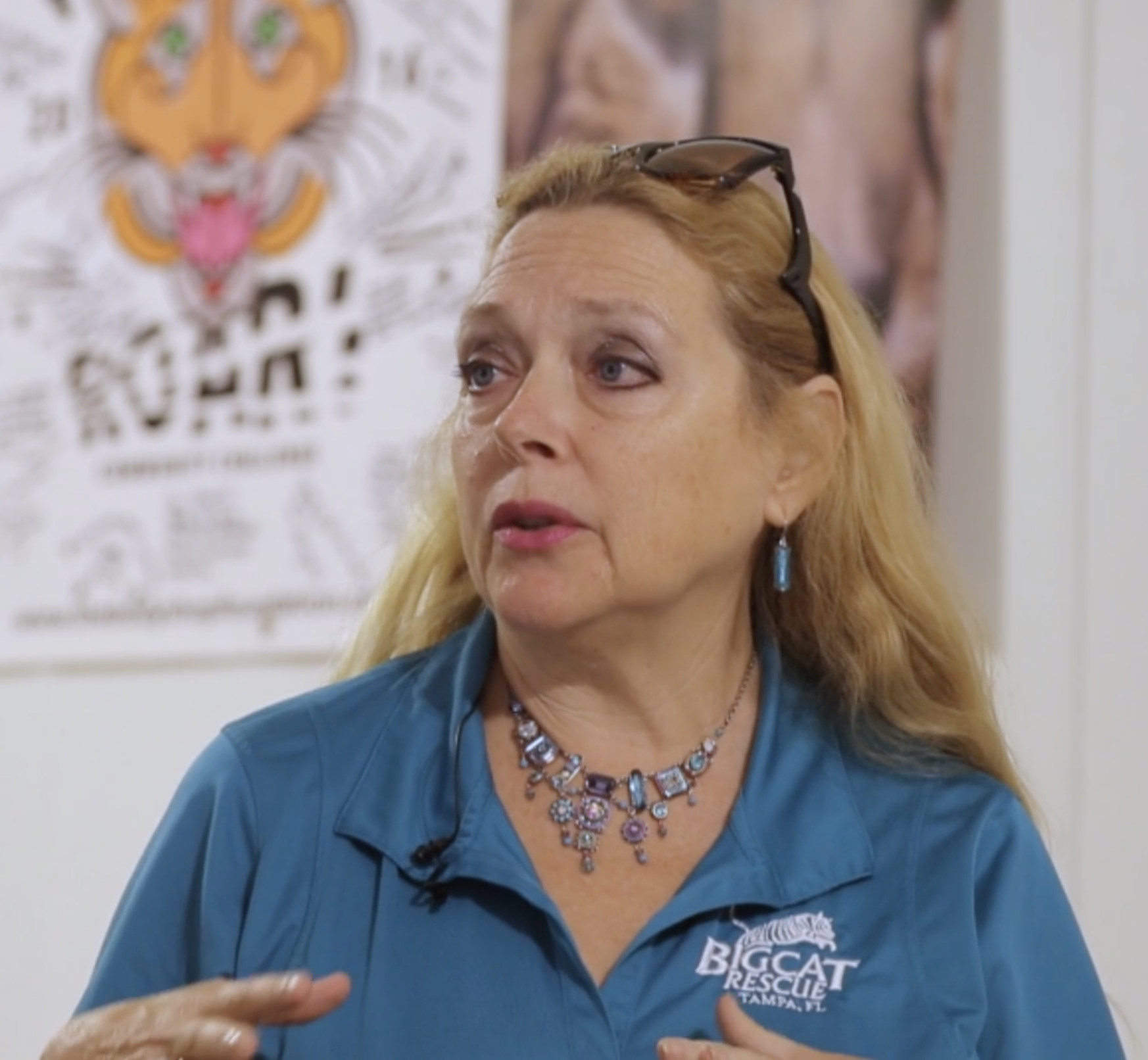
La activista Carole Baskin ha mantenido una disputa legal con Exotic durante algunos años.

Exotic fue acusado de intentar contratar a alguien para asesinar a Carole Baskin, directora del santuario animal Big Cat Rescue. Intentó contratar a un agente encubierto del FBI que se hacía pasar por un asesino a sueldo. El 7 de septiembre de 2018 fue arrestado en Gulf Breeze, Florida, y retenido en la cárcel del condado de Santa Rosa hasta el 19 de septiembre, cuando entró en detención federal. Más tarde fue transferido a la cárcel del condado de Grady en Chickasha, Oklahoma.
El 2 de abril de 2019 fue condenado por dos cargos de asesinato a sueldo, ocho violaciones de la ley Lacey y nueve violaciones de la ley de especies en peligro de extinción. El 22 de enero de 2020 fue condenado a 22 años de prisión federal. En marzo del mismo año, Exotic comenzó a buscar un perdón presidencial de Donald Trump.

## Demanda
El 17 de marzo de 2020, Exotic presentó una demanda contra el gobierno federal de los Estados Unidos en la cárcel del condado de Grady. En la demanda, exige 94 millones de dólares al Servicio de Pesca y Vida Silvestre de los Estados Unidos (FWS). También solicita el perdón presidencial de Donald Trump y planea representarse a sí mismo en el proceso. La demanda especifica daños y perjuicios por parte del FWS de 79 millones de dólares por la pérdida de sus tigres. También exige 15 millones de dólares por encarcelamiento falso y una letanía de otros cargos, incluyendo la muerte de su madre, Shirley. La demanda también acusa a su antiguo socio, Jeff Lowe, de cambiar su medicina por drogas ilegales y arruinar su propiedad.

## Vida personal
Exotic es abiertamente gay. Su primer compañero sentimental conocido fue Brian Rhyne, quien murió por complicaciones relacionadas con el VIH en 2001. El año siguiente empezó una relación con J. C. Hartpence, un director de eventos que ayudaba a Exotic con su show de animales ambulante. A mediados de 2003 tuvo una relación con John Finlay, empleado de su zoológico. Para entonces, la relación entre Exotic y Hartpence se había deteriorado debido a la adicción a las drogas y al alcohol. La relación llegó a su fin cuando Exotic amenazó con matar a Hartpence y alimentar con sus restos al tigre más grande del zoológico. Como respuesta, Hartpence amenazó con un revólver a Exotic, lo que derivó en su arresto. Hartpence fue condenado más tarde por abuso sexual infantil y asesinato en primer grado.
Travis Maldonado llegó al zoológico en diciembre de 2014, y al igual que Finlay, comenzó una relación con Exotic. Maldonado, Exotic y Finlay se casaron extraoficialmente a principios de 2014. Después de un incidente en el estacionamiento trasero del zoológico, Finlay fue arrestado y acusado de asalto y agresión. En 2015, Exotic se casó legalmente con Maldonado. Como se reveló en el documental Tiger King, tanto Finlay como Maldonado eran bisexuales y ambos tenían aventuras. Finlay había embarazado a la recepcionista del zoológico y Maldonado mantenía regularmente relaciones sexuales con varias mujeres en el zoológico. El 6 de octubre de 2017, Maldonado murió en un accidente con su propia arma de fuego. El 11 de diciembre del mismo año, Exotic se casó con Dillon Passage.
El 4 de noviembre de 2021 anunció que padecía cáncer de próstata.